# Karl Gareis
Karl Gareis (* 14. November 1889 in Regensburg; † 9. Juni 1921 in München) war Fraktionsvorsitzender der USPD im bayerischen Landtag und fiel vermutlich einem von zahlreichen Fememorden während der Weimarer Republik zum Opfer.

## Leben
Karl Gareis stammte aus bürgerlichen Familienverhältnissen, sein Vater war Oberforstmeister in Anzing, wo er auch aufwuchs. Er studierte Geschichte, Philosophie und Philologie, im Jahr 1912 die Lehramtsprüfung und 1914 den Vorbereitungsdienst für das höhere Lehramt absolviert. Im Ersten Weltkrieg geriet Gareis als Offizierstellvertreter in französische Kriegsgefangenschaft. 1917 kehrte er nach Bayern zurück. Zu diesem Zeitpunkt war er bereits überzeugter Sozialist, weshalb er der USPD beitrat, die sich 1917 von der SPD (MSPD) abgespalten hatte. Im April 1918 war Gareis nach Weißenburg in Bayern gezogen. Er unterrichtete bis April 1919 am dortigen Gymnasium und war danach auch in Pasing und Aschaffenburg als Lehrer tätig.

## Politischer Kurs
Gareis galt bei seinen politischen Freunden als „Wahrheitsfanatiker“ und gehörte parteipolitisch dem rechten Flügel der USPD an. Der überzeugte Pazifist trat gegen Gewalt als Mittel der politischen Auseinandersetzung ein. Der politische Kampf war seiner Überzeugung nach ausschließlich mit geistigen Waffen zu führen. Folglich lehnte er eine Diktatur nach Moskauer Vorbild strikt ab und trat vehement für Besonnenheit und Mäßigung ein. Er kritisierte heftig die Politik der KPD. Im Jahr 1921 setzte er sich für die Wiedervereinigung der beiden sozialdemokratischen Parteien USPD und MSPD ein. Mit seiner politischen Haltung brachte er den linken Parteiflügel der USPD gegen sich auf. Kurz vor seinem Tod war Karl Gareis mit dem Kurs seiner Parteilinken immer unzufriedener geworden und plante seinen schrittweise erfolgenden Rückzug aus der Politik. Wie ernst ihm dies war, lässt sich daran ersehen, dass er bereits Kontakt mit dem sächsischen Kultusministerium wegen einer Anstellung als Lehrer aufgenommen hatte.

## Politisches Wirken
Gareis politisches Wirken konzentrierte sich vor allem auf die innenpolitischen Verhältnisse im Freistaat Bayern, die während seines Wirkens geprägt waren von dem Kurs der „Ordnungszelle“. Einer seiner Schwerpunkte lag darin, die illegalen Machenschaften der Bayerischen Einwohnerwehr, einer halbstaatlichen Selbstschutzorganisation, die im Zuge der revolutionären Unruhen entstanden war, aufzudecken sowie für deren Auflösung einzutreten. Aufgrund seines offensiven Engagements erhielt Gareis immer wieder Drohbriefe. Der Miesbacher Anzeiger mit dem Autor Ludwig Thoma hetzte in zahlreichen Artikeln auf die geschmackloseste Art und Weise gegen Karl Gareis. Dieses Klima spitzte sich im Jahr 1921 zu, als die Diskussion um die Zukunft der Einwohnerwehr ihren Höhepunkt erreichte und in deren Auflösung gipfelte. Auch gemäßigtere Zeitungen wie die Bayerische Staatszeitung warfen Gareis Landesverrat vor, weil er bezüglich seines Wissens über die Einwohnerwehr kein Blatt vor den Mund nahm und seine Erkenntnisse über Waffenlager, Waffenschiebungen und Gewalttaten öffentlich machte.

## Das Attentat
Am 9. Juni 1921 hielt Karl Gareis am Abend im Mathäserbräu in München einen Vortrag über die Säkularisierung der Schule, der, von einigen störenden Zwischenrufen abgesehen, friedlich verlief. Dies war nicht selbstverständlich, denn die gewaltsame Störung von Veranstaltungen, handgreifliche und verbale Bedrohungen von linken Politikern oder Menschen jüdischen Glaubens waren im München der frühen 1920er Jahre keine Seltenheit. Aufgrund dieser politisch aufgeheizten Atmosphäre begleitete ein Parteigenosse Karl Gareis in der Straßenbahn nach Hause. Als sich Gareis vor seinem Haus von seinem Begleiter verabschiedete, feuerte ein Unbekannter aus der Dunkelheit heraus mehrere Schüsse auf Karl Gareis ab, von denen ihn einer in den Kopf traf. Der Politiker brach zusammen und erlag noch am gleichen Abend im Schwabinger Krankenhaus seinen Verletzungen. Als verantwortlich für diesen Mord gilt die Organisation Consul.

## Gedenken
In der Gedenkstätte der Sozialisten  ist sein Name auf der großen Porphyr-Gedenktafel verzeichnet.
Vom 23. bis 24. Juli 1932 fand in Genf der Kongress des Internationalen Berufssekretariats der Lehrer (IBSL) im Internationalen Gewerkschaftsbund (IGB) statt. Der Kongress beriet Hilfsmaßnahmen für verfolgte deutsche Kollegen und beschloss die Einrichtung des Karl-Gareis-Fonds als internationale Hilfskasse zur Unterstützung politisch verfolgter Kollegen in verschiedenen Ländern.